# Bitwa pod Höchstädt an der Donau
Bitwa pod Höchstädt an der Donau (zwana też pierwszą bitwą pod Höchstädt) – starcie zbrojne, które miało miejsce 20 września 1703 podczas hiszpańskiej wojny sukcesyjnej niedaleko Höchstädt an der Donau w Bawarii pomiędzy połączonymi armiami: francuską dowodzoną przez Claude'a de Villars'a i bawarską dowodzoną przez elektora bawarskiego Maksa Emanuela a armią austriacką pod wodzą feldmarszałka Hermanna von Styruma, zakończone klęską wojsk cesarskich.
Bitwę rozpoczęli Austriacy od uderzenia na przednią straż Francuzów, ale gdy nadciągnął Villars z głównymi siłami, zostali kompletnie rozbici tracąc aż 5 tysięcy ludzi.